# Blyduva
Blyduva (Patagioenas plumbea) är en fågel i familjen duvor inom ordningen duvfåglar. Den förekommer i skogsområden i Sydamerika. Arten minskar i antal, men beståndet anses vara livskraftigt.

## Utseende och läte
Blyduvan är en stor och mörk duva. Jämfört med många andra duvor är den påfallande enfärgad och långstjärtad. Fjäderdräkten är övervägande lilagrå, på vingarna något mörkare och brunare. Ögat är ljust. Arten liknar mest kopparduvan, men är gråare och har ljusare öga. Lätet återges som ett "who-cooks-for-you" med sista två tonerna utdragna.

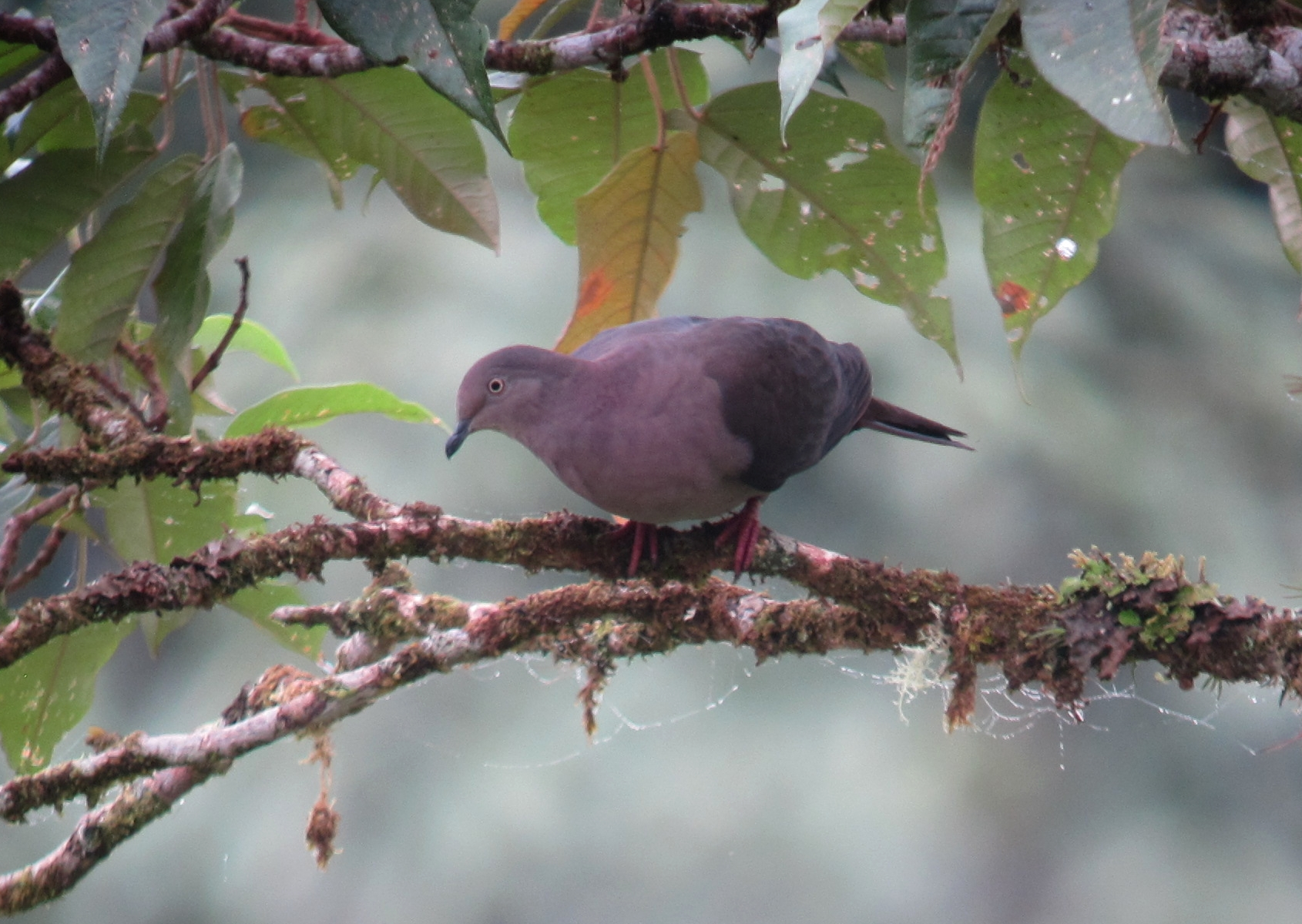

## Utbredning och systematik
Blyduvan förekommer i Sydamerika, i söder till Paraguay och norra Bolivia. Den delas in i fem underarter med följande utbredning:
- Patagioenas plumbea delicata – östra Colombia till Venezuela, Guyanaregionen, norra Brasilien och norra Bolivia
- Patagioenas plumbea chapmani – nordvästra Ecuador
- Patagioenas plumbea pallescens – små bifloder till Amazonfloden från Purus till Pará
- Patagioenas plumbea baeri – centrala Brasilien (Goiás och nordvästra Minas Gerais)
- Patagioenas plumbea plumbea – sydöstra Brasilien och Paraguay

### Släktestillhörighet
Tidigare inkluderades arterna Patagioenas i Columba, men genetiska studier visar att de amerikanska arterna utgör en egen klad, där Gamla världens arter står närmare släktet Streptopelia.

## Levnadssätt
Blyduvan hittas inne i skogar från låglänta områden upp till 2300 meters höjd. Där lever den rätt tillbakadraget i trädkronorna där enstaka fåglar eller par födosöker efter frukt. Arten hörs oftare än ses.

## Status och hot
Arten har ett stort utbredningsområde, men tros minska i antal, dock inte tillräckligt kraftigt för att den ska betraktas som hotad. Internationella naturvårdsunionen IUCN listar arten som livskraftig (LC).